# Taybat al-Imam
Taybat al-Imam est une ville syrienne situé dans le gouvernorat de Hama.
Durant la guerre civile syrienne, Taybat al-Imam est une ville disputé entre les rebelles et les loyalistes. Elle est prise par les rebelles en décembre 2012. Elle est reprise par les loyalistes en avril 2017.